# Victoria-Lyceum

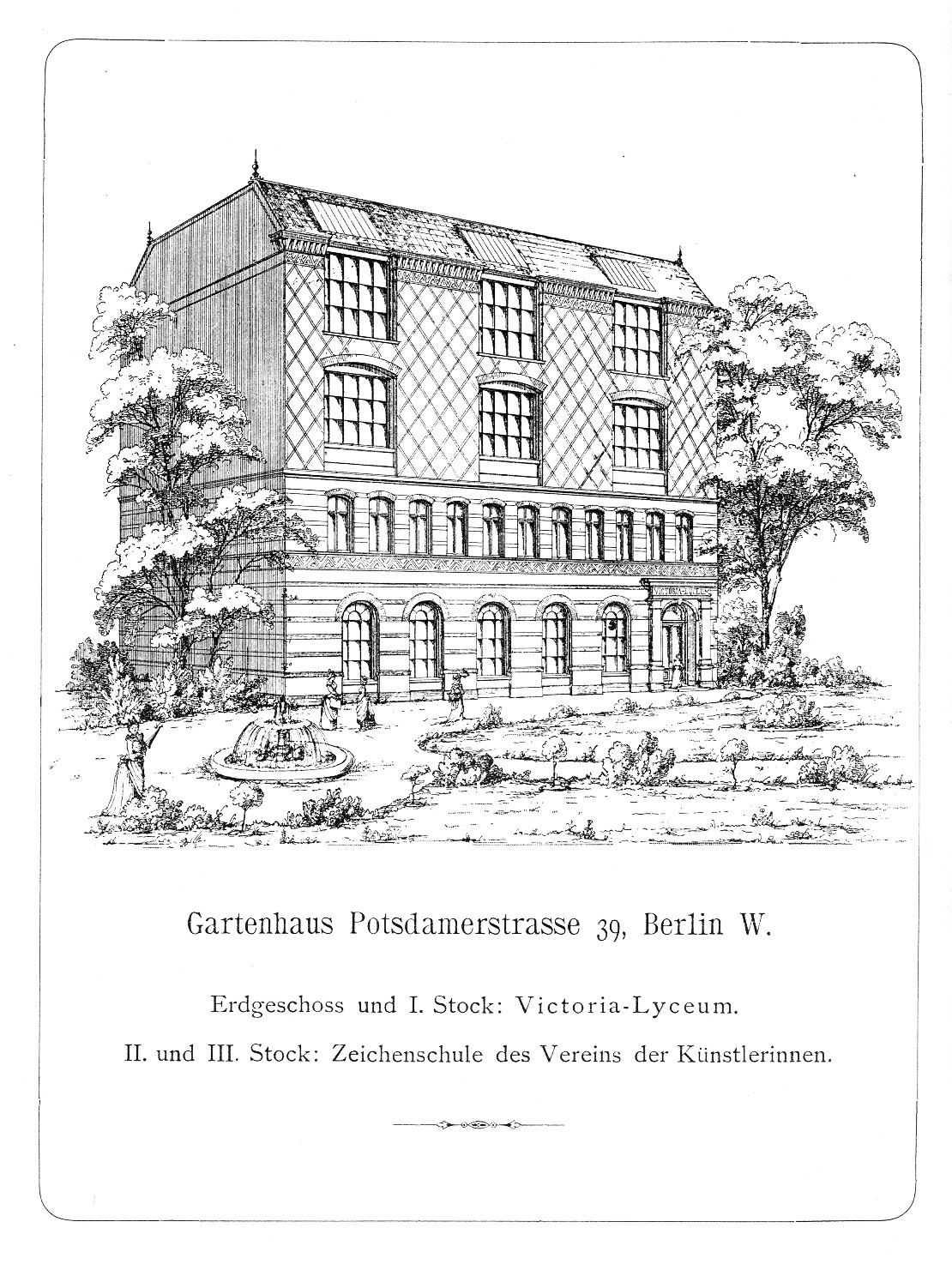
Victoria-Lyceum, 1893

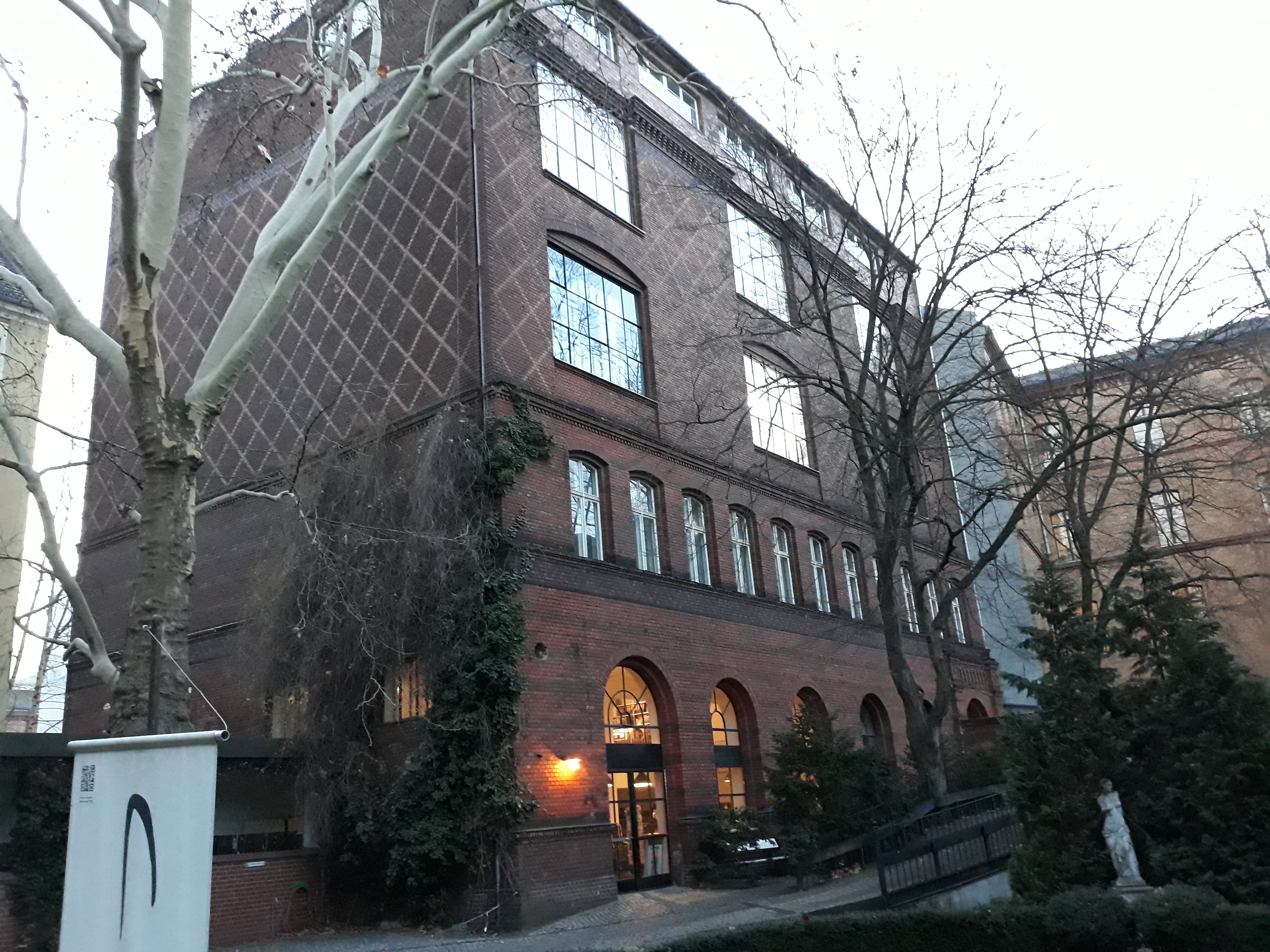
Gebäude des Viktoria-Lyzeums, 2019

Das Victoria-Lyceum (später Victoria-Lyzeum) war eine höhere Weiterbildungseinrichtung für Frauen in Berlin von 1868 bis 1914, als erste ihrer Art in Deutschland. Danach gab es ein Viktoria-Studienhaus in Charlottenburg.
Die Schule ist zu unterscheiden vom Städtischen Viktoria-Lyzeum, das als Victoria-Schule 1867 in der Luisenstadt gegründet wurde und von 1920 bis 1928 in Berlin-Mitte mit dieser Bezeichnung bestand.

## Geschichte
1868 wurde das Victoria-Lyceum durch die Schottin Georgiana Archer in Berlin gegründet. Das Protektorat hatte die preußische Kronprinzessin Victoria, bei der diese vorher einige Jahre als Lehrerin tätig gewesen war. Zum Kuratorium des Vereins gehörten hochgestellte Persönlichkeiten des gesellschaftlichen Lebens der Stadt.
Ab dem 13. Januar 1869 fanden die ersten vier Vorlesungsreihen im Hörsaal des Gewerbe-Museums statt, die von jungen promovierten Lehrern und einem Privatdozenten der Universität gehalten wurden. Dazu hatten sich etwa 200 Zuhörerinnen eingeschrieben.
In den nächsten Jahren nahmen der Umfang der Veranstaltungen und die Anzahl der Teilnehmerinnen weiter zu.
1881 gab die Gründerin Georgiana Archer die Leitung ab, zur Nachfolgerin wurde die Lehrerin Alix von Cotta durch die Kronprinzessin bestimmt.
1893 wurde ein neu errichtetes eigenes Gebäude in der Potsdamer Straße 39 bezogen, in dem sich auch die Zeichenschule des Vereins der Berliner Künstlerinnen und die Bibliothek des Vereins Frauenwohl befand. Dieses wurde bis etwa 1910 genutzt.
Danach erwarb der Verein ein Grundstück in Charlottenburg, wo er 1914 ein neues Gebäude für das Viktoria-Studienhaus durch die Architektin Emilie Winkelmann errichten ließ, das seitdem als Schulungsstätte und Wohnheim genutzt wurde.

## Strukturen
In den ersten Jahren wurden Vorlesungsreihen vor allem zur Geschichte, Kunstgeschichte, Literaturgeschichte, Musikgeschichte und zu naturwissenschaftlichen Themen (Chemie, Biologie) angeboten, zur englischen und französischen Literatur sogar in den jeweiligen Sprachen. Diese wurden einmal wöchentlich, anfangs von 12 bis 1 (13 Uhr), später auch von 5 bis 7 (17 bis 19 Uhr), in jeweils 10 bis 16 Folgen mit wechselnden Dozenten und Themen quartalsweise (vierteljährlich) gehalten.
Spätestens seit 1888 war ein Schwerpunkt die Fortbildung von Lehrerinnen, auch zur Vorbereitung auf die Ausbildung zur Oberlehrerin.
Im Winterhalbjahr 1889/1890 gab es am Victoria-Lyceum 23 Klassen, die von 14 Lehrern und 5 Lehrerinnen unterrichtet wurden, mit 23 Unterrichtsthemen in 36 Wochenstunden. 1891/1892 gab es etwa 1400 Teilnahmen, 1899 über 1000 Teilnehmerinnen. In dieser Zeit gab es auch Kurse in Geographie, Völkerkunde, Physik, Gesetzeskunde (Jura), Philosophie, Gesundheitslehre und Ästhetik.
Adressen
- Stallstraße 7, 1868, Gewerbe-Museum
- Königgrätzer Straße 120, bis 1893
- Potsdamer Straße 39, 1893–1910, (jetzt Potsdamer Straße 98, Gartenhaus)
- Berliner Straße 37/38, Charlottenburg, 1910/1914–1944

## Persönlichkeiten
Einige Kuratoriumsmitglieder und Referenten kamen anfangs aus dem Umfeld der Kronprinzessin.

### Kuratorium
- Victoria, Kronprinzessin, 1888 Kaiserin, danach Kaiserin Friedrich, 1868–1901, Protektorat
- Herzog Victor I. von Ratibor, 1868–nach 1907, Vorsitzender[7]
- Rudolf von Gneist, 1869–nach 1892, stellvertretender Vorsitzender[8]
- Hermann Bonitz, 1869–?, Direktor des Gymnasiums zum Grauen Kloster
- Franz von Holtzendorff, 1869, Jurist
- Moritz Lazarus, 1869, Psychologe, Physiologe
- Baron von Magnus, 1869, Minister-Resident
- Herr von Normann, 1869, Königlicher Kammerherr
- Gräfin von Reventlow, 1869
- Frau von Reichenheim, 1869
- Anna von Helmholtz, nach 1869, Salonière, Ehefrau von Hermann von Helmholtz
- Rose Falk, nach 1869, Ehefrau von Kultusminister Adalbert Falk
- Alfred Lent, 1893, Schatzmeister, Baurat

-

### Lehrkräfte
- Georgiana Archer, um 1870–1881, Englische Literatur
- David Müller, 1869, Deutsche Literatur
- Julius Lessing, 1869, Kunstgeschichte[9]
- Paul Hassel, 1869, Neuere Geschichte
- Charles Gauthiot, 1869, Französische Literatur
- Emil Naumann, 1870/71[10]
- Rudolf Virchow, Mediziner
- Emil du Bois-Reymond, Mediziner
- Ernst Curtius, Althistoriker, Archäologe
- Johannes Heller, um 1880, Italienische und Französische Geschichte
- Friedrich Latendorf, 1880, Literaturgeschichte
- Charles Marelle, um 1880, Französische Literatur
- Anna Morsch, 1885, Kirchenmusikgeschichte[11]
- Marie Remy, Zeichnen

### Teilnehmerinnen (Auswahl)
Die Frauenrechtlerinnen Anna Pappritz, Anna Ettlinger (1871), Anita Augspurg und Gertrud Bäumer (1898–1900) besuchten unter anderem die Lehrveranstaltungen des Victoria-Lyceums.

## Bedeutung
Das Victoria-Lyceum war die erste höhere Bildungseinrichtung in Deutschland, die Frauen Wissen aus verschiedenen Gebieten auf wissenschaftlichem Niveau anbot. Danach folgten weitere wie die Akademie von Lina Morgenstern in Berlin (1870), das Alice-Lyceum in Darmstadt (1870), das Lyceum in Breslau (1870), das Victoria-Lyceum in Köln (1875), das Lyceum von C. W. Hake in Dresden (1875), das Lyceum in Wien von Frau Thilo, sowie die Hochschule von Henriette Goldschmidt in Leipzig.
Keine dieser Einrichtungen konnte aber zum Universitätsstudium qualifizieren, dieses war erst durch die Gymnasialkurse von Helene Lange in Berlin und das Mädchengymnasium in Karlsruhe ab 1896 bzw. 1899 möglich.
Das Victoria-Lyceum wurde in der neueren Frauenbildungsforschung meist nur am Rande erwähnt, da es organisatorisch nicht mit der Frauenrechtsbewegung verbunden war.
Es bewirkte aber auch, dass der Begriff Lyzeum um 1900 einen Bedeutungswandel von höheren Schulen für Jungen zu höheren Schulen für Mädchen machte.

## Viktoria-Lyzeum in Berlin-Mitte
Seit 1867 gab es die Victoria-Schule in Berlin im historischen Stadtteil Luisenstadt, sie stand aber in keiner Beziehung zu dem neuen Lyceum. Diese höhere Mädchenschule befand sich ein Stück nördlich vom Moritzplatz anfangs an der Anschrift Prinzenstraße 45, später Prinzenstraße 51. Sie wurde dann in das Städtische Victoria-Lyzeum umgewandelt, seit 1920 (mit der Gründung von Groß-Berlin) befand es sich als Städtisches Viktoria-Lyzeum in Berlin-Mitte, seit 1928 Städtisches Viktoria-Oberlyzeum i. E. (in Entwicklung), seit 1930 Städtisches Viktoria-Oberlyzeum und seit 1937 Viktoria-Schule. Oberschule für Mädchen. Das Schulgebäude wurde im Zweiten Weltkrieg zerstört und existiert heute nicht mehr.